# IndyCar Series
La IndyCar Sèries és la categoria de carreres de monoplaces més important dels Estats Units. Inicialment, al 1996, es va desenvolupar sota el nom de Indy Racing League. Va sorgir per les discrepàncies amb l'organització CART. A partir del 1996 va esdevenir una competició alterna i que podia competir enfront de la categoria germana per disputar carreres en circuits de tipus oval, almenys en els seus inicis. En 2008, quan la Champ Car (anteriorment CART) va fer fallida i es va fusionar (o reunificar) amb la IndyCar, el campionat es va enriquir de nou amb competicions en circuits permanents i circuits de carrer.
Gran part del prestigi d'aquest campionat ve pel fet que entre les seves proves hi hagi les 500 milles d'Indianapolis, sent aquesta la prova més important del campionat. En els seus inicis, la totalitat de les carreres del campionat es corrien en ovals. Des de la temporada 2005, també hi ha circuits urbans i autòdroms, els quals superen en quantitat als ovals a partir de 2010.

## Història

### Antecedents
Article principal: CART
La Indy Racing League es va crear quan l'empresari Tony George, propietari de l'Indianapolis Motor Speedway, va decidir separar-se de la CART, l'organització que havia sancionat la IndyCar World Sèries des de 1979, degut principalment al fet que discrepava amb la política d'introduir més circuits mixtos en detriment dels ovals i la creixent participació de pilots estrangers. També s'argumentava que, com la Fórmula 1, la CART s'havia tornat massa tecnològica i estava dominada pels equips benestants a costa dels més artesanals.

### Els seus inicis

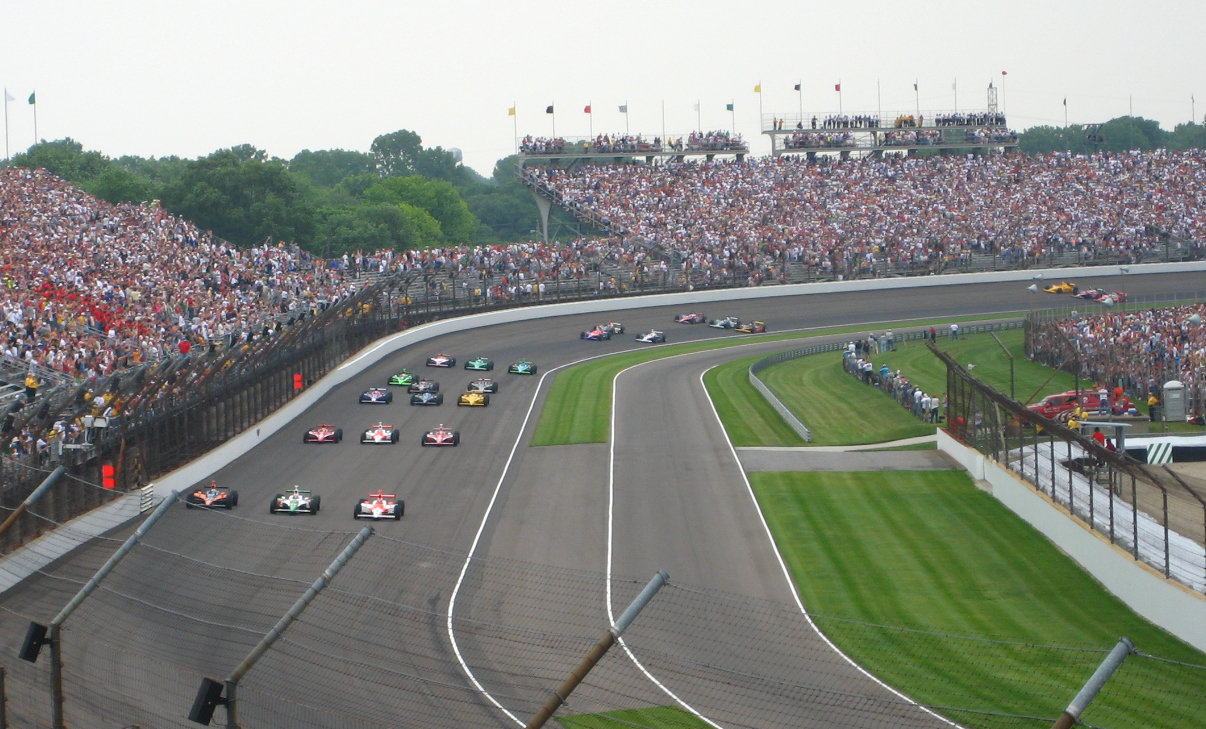
Les 500 milles d'Indianápolis són el principal esdeveniment del campionat.

La sèrie es va esbossar amb l'objectiu d'atreure als millors pilots nord-americans, amb un reglament d'automòbils que exigís pressupostos menors i produís finals de carrera més disputats que a altres sèries.
Les primeres carreres de la categoria van ser fiscalitzades per la USAC, però aquest organisme va ser criticat pel que va succeir a les carreres d'Indianápolis i Texas de 1997. En l'edició 81 de les 500 milles d'Indianápolis va haver-hi 35 cotxes (en comptes de 33), i hi va haver un final polèmic de carrera on Tony Stewart va colpejar contra la paret faltant només tres voltes per a la meta fent que s'onegi la bandera groga, però no es va fer sortir el cotxe de seguretat i per això l'última volta va ser rellançada juntament amb la bandera blanca. En la següent carrera, a Texas, la USAC va reconèixer erròniament com a guanyador a Billy Boat i quan Arie Luyendyk (el veritable guanyador) va anar a protestar, va ser agredit per A.J. Foyt (cap de Boat i propietari de l'equip) i es va quedar amb el trofeu de guanyador. USAC va reconèixer el seu error per una fallada en els sistemes de cronometratge en el qual va assenyalar que Luyendyk era el guanyador legítim, després d'aquesta carrera, la Indy Racing League va remoure de la seva labor fiscalizadora a l'USAC i des de llavors la pròpia sèrie fiscalitza les carreres.

### Disputa legal i reunificació amb CART

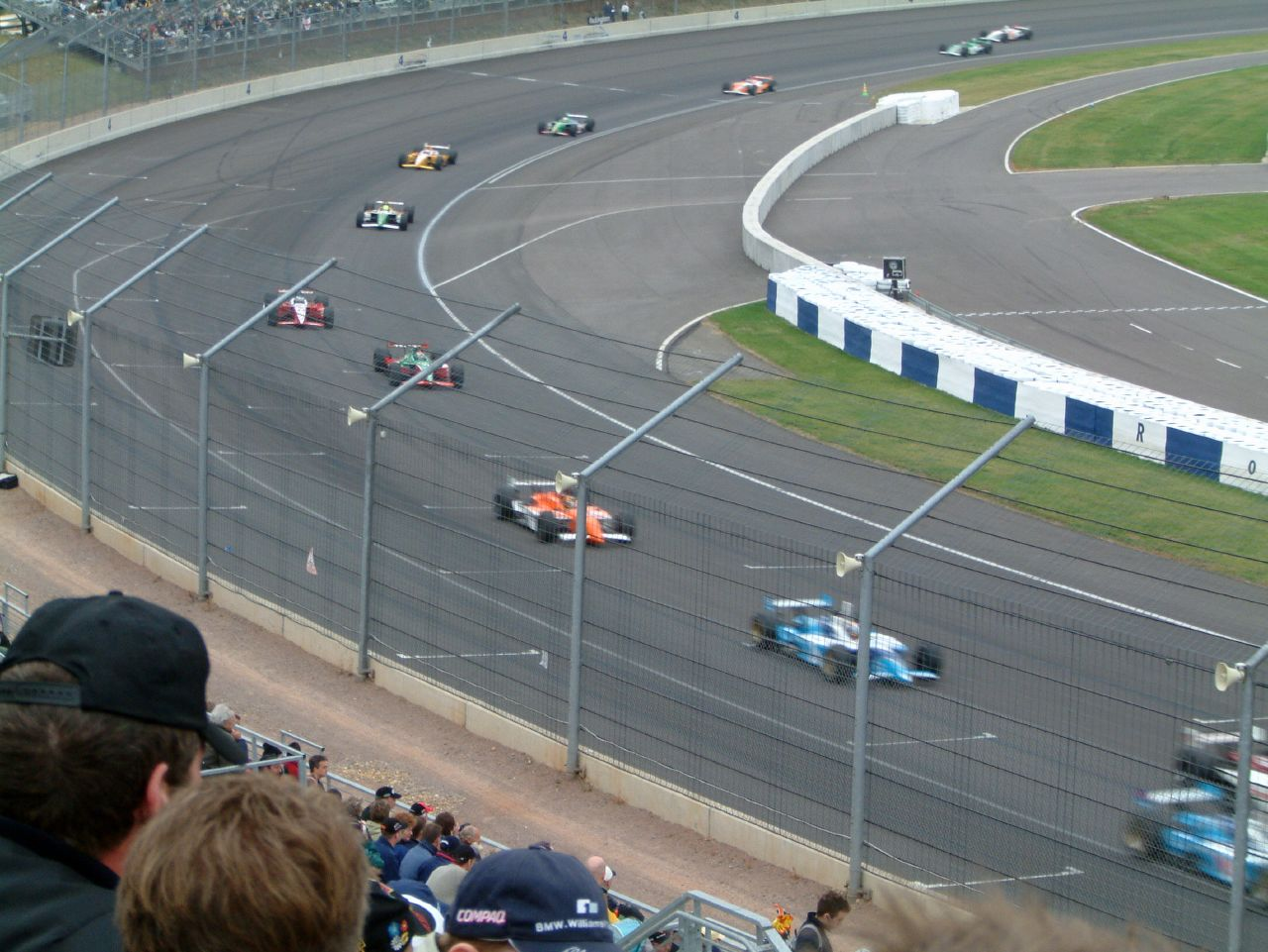
Fins a 2002 els drets sobre el nom IndyCar pertanyien a CART, amb qui la Indy Racing League va mantenir disputes legals.

A causa d'una disputa legal amb CART, la IRL va ser incapaç d'utilitzar el nom IndyCar (registrat per la Indianapolis Motor Speedway al 1992 i llicenciat a CART) fins a finals de 2002. En 2003 adopta la denominació actual d'IndyCar Series.
Entre 2002 i 2003, tres dels principals equips que dominaven la CART, Ganassi, Penske i Andretti Green, van passar a la IndyCar a temps complet juntament amb els proveïdors de motors Honda i Toyota i nombrosos pilots estrangers. Així mateix, diversos circuits van deixar d'albergar carreres de la CART i van passar a rebre la IndyCar.
El 2006, Toyota i Chevrolet van abandonar la categoria, deixant a Honda com a únic proveïdor de motors. Dallara va quedar al 2007 com a únic proveïdor de xassís entre els equips. A inicis de la temporada 2008, i arran de la fallida que va sofrir la Champ Car World Sèries, diversos pilots i equips de l'esmentada categoria es van sumar a la IndyCar Series. La Champ Car va fer fallida a causa del desinterès del públic generat per la lluita entre ambdues categories, i que, a costa d'això, va augmentar la popularitat de NASCAR als Estats Units.

### Actualitat

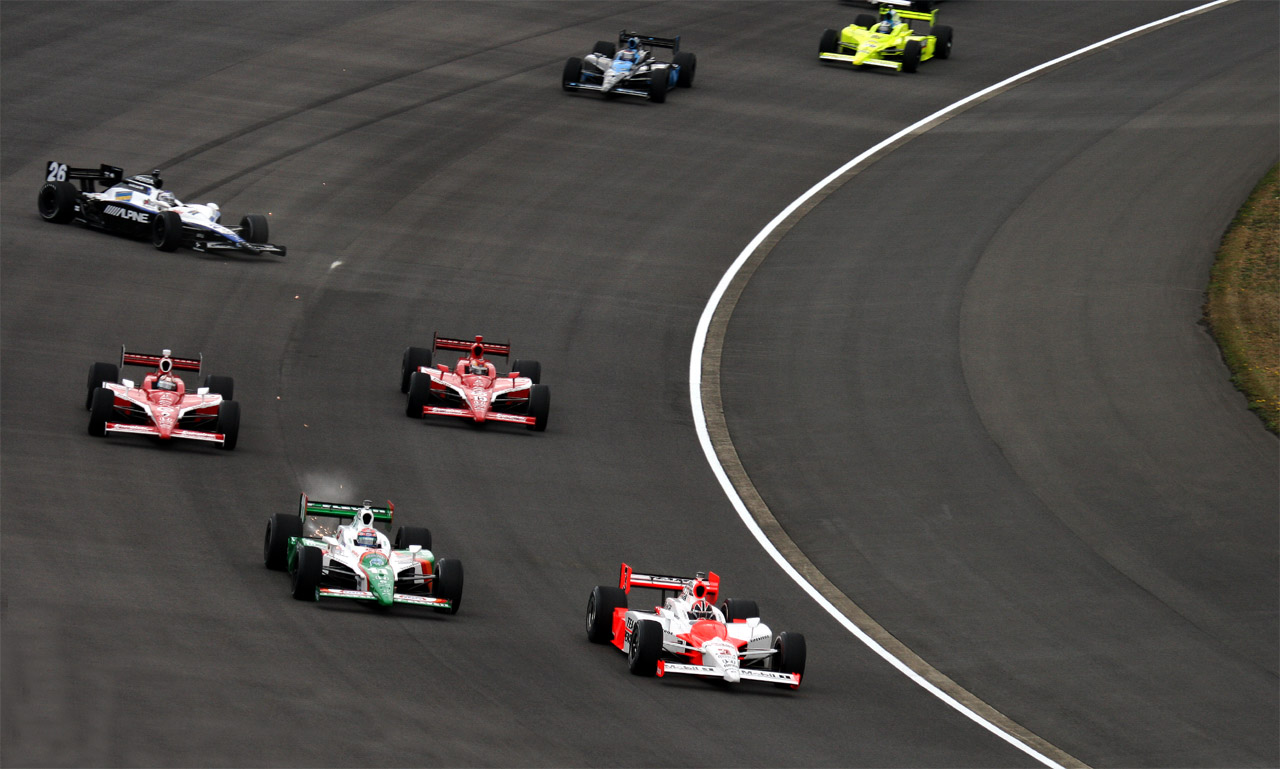
Competició de la IndyCar al Japó al 2008.

Entretant, els vehicles van anar sent més veloços i a mesura que migraven equips vinguts de la CART a causa de la comoditat de pressupost, aquests s'anaven tornant més veloços. Però això va portar conseqüències de vegades nefastes, com la seguretat dels vehicles.
Aquest és el cas de Paul Dana qui va morir en colpejar amb Ed Carpenter a la pista de Homestead després d'un incident del segon, Carpenter que va ser qui va rebre el cop va resultar amb traumatismes de poca consideració. El mateix va succeir al 2003, quan després del terrible accident de Kenny Bräck a Texas, el pilot Tony Renna va morir en un accident a Indianapolis producte d'una sortida de pista i de travessar la valla, morint a l'acte.
En 2007 Danica Patrick va esdevenir l'única dona a quedar-se amb la pole position de les 500 milles d'Indianápolis. Al seu torn, és l'única dona en haver liderat voltes en aquest esdeveniment i a haver guanyat carreres d'IndyCar.
Una altra vegada, per a la temporada final de 2011 de la IZOD IndyCar Series es va cobrar la vida d'un altre pilot de carreres, el que havia guanyat en aquest mateix any, les 500 milles de Indianápolis el pilot Britànic Dan Wheldon.
Anys més tard, al 2017, Takuma Sato va esdevenir el primer japonès a guanyar les 500 milles d'Indianápolis. Aquesta mateixa carrera, va comptar amb la participació del pilot de Fórmula 1 Fernando Alonso, qui va participar amb un acte de l'equip Andretti Autosport amb el patrocini de McLaren. Tot i mostrar un bon nivell i classificar en cinquena posició, l'espanyol va culminar en el lloc 24 a causa d'un trencament del seu motor.

## Reglament

### Puntuació i ordre del campionat
Igual que altres disciplines, IndyCar premia amb punts segons el lloc en el qual un conductor acaba una carrera. Els tres primers pilots estan separats per deu i cinc punts respectivament (vegeu la taula d'aquesta secció). Els finalistes del quart al desè lloc estan separats per dos punts cadascun. De l'onzena a la vint-i-cinquena posició estan separats per un punt cadascun. Tots els altres pilots que comencen la carrera reben cinc punts. Els punts de bonificació s'atorguen de la següent manera: un punt per al pilot que guanya la pole de cada carrera (excepte en Indianapolis), un punt per a qualsevol pilot que lideri almenys una volta en una carrera, i dos punts addicionals de bonificació per al conductor que lidera la major quantitat de voltes cada carrera.
A partir de 2014, les 500 d'Indianapolis atorga doble quantitat de punts.

### Sistemes de seguretat
Les banderes en l'automobilisme en general, són imprescindibles, doncs és la manera en què els comissaris de pista es comuniquen amb els pilots. Els conductors han de conèixer i respectar les diferents banderes.
El cotxe de seguretat és un vehicle de l'organització que depèn directament de Direcció de Carrera. La seva funció bàsica és la de neutralitzar les carreres per agrupar als participants davant un incident greu. La presència del cotxe de seguretat a la pista és acompanyat d'una bandera groga.

### Disseny del xassís
Inicialment es van utilitzar xassís Lola, Reynard i motors Cosworth Buick V6 i Mercedes exCART de generació anterior. Amb el canvi de nou reglament es van utilitzar xassís G-Force Riley & Scott i Dallara amb motors Oldsmobile (després Chevrolet), i Infiniti fins a 2002 per deixar el pas a Honda i Toyota. El proveïdor de pneumàtics és Firestone. Els motors van partir com a V8 de 4.0 litres de cilindrada basats en producció i limitats a 10,500 rpm i amb 700 hp. Del 2000 al 2004 van canviar a 3.5 i van ser netament de carreres, després dels accidents del 2004 inclòs el fatídic de Tony Renna i el sever de Kenny Bräck van baixar a 3.0. Després de l'arribada de l'etanol van tornar a 3.5.

### Motors disponibles
Des de la temporada 2012, els motors tenen un màxim de sis cilindres i 2,2 litres de cilindrada, i poden estar equipats amb turbocompressors. Les marques que proveeixen des de la temporada 2012 els motors, són:
- Chevrolet
- Honda

### Carrosseria disponible

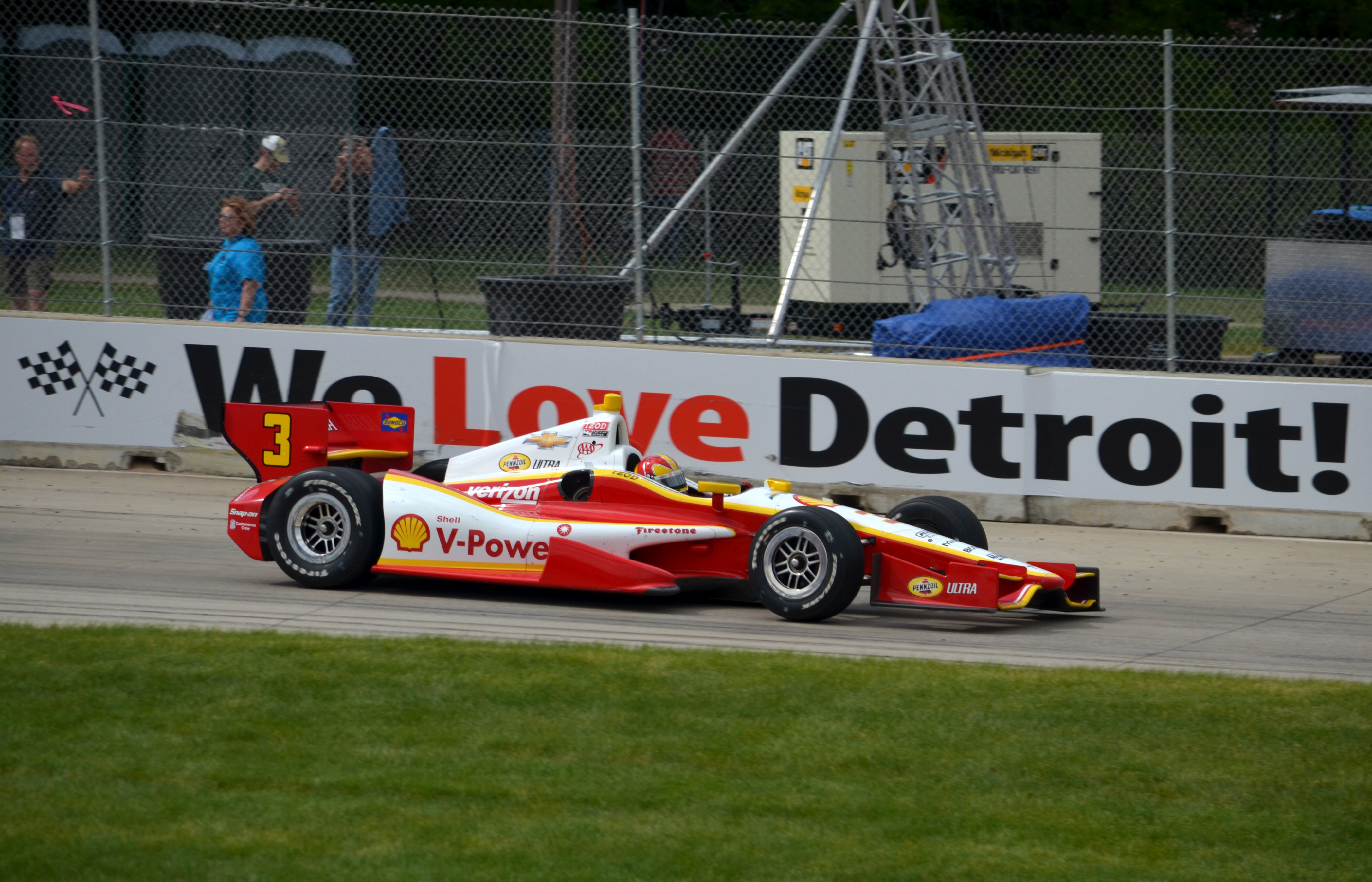
Cotxe durant les Pràctiques del Gran Premi de Detroit de 2012.

Des de 2013, amb el fallit intent de Lotus a la categoria, només dos proveïdors són oficials a la categoria; des de 2013 els equips tenen llibertats en quant al desenvolupament del paquet aerodinàmic, però en col·laboració amb les mateixes marques:
- Dallara
- Chevrolet

Quant als xassissos, des de 2012 el proveïdor oficial és Dallara, ja que aquesta marca havia vingut sent el proveïdor oficial en els últims anys.

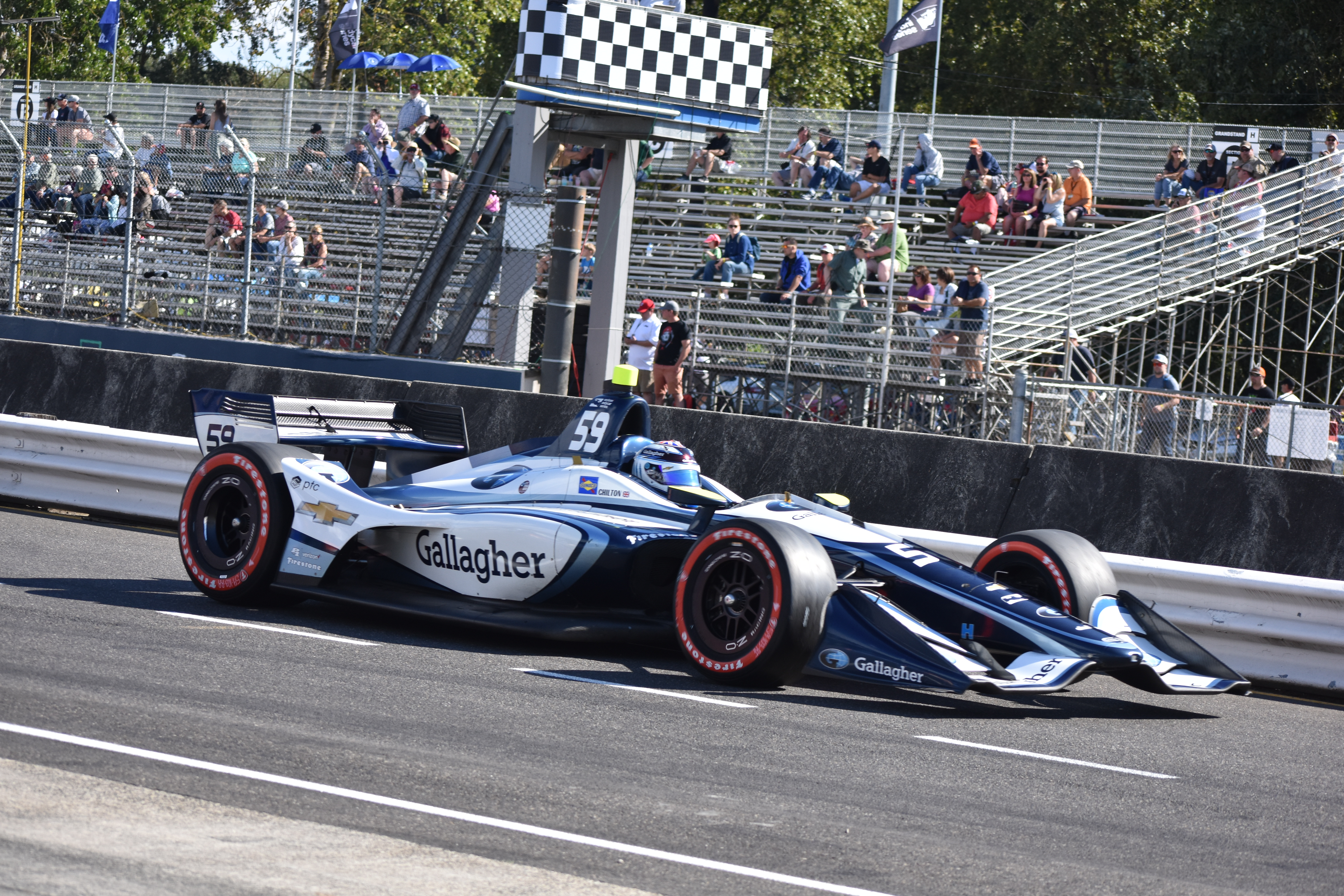
El disseny del monoplaza de la sèrie en l'actualitat.

## Les carreres

### Circuits

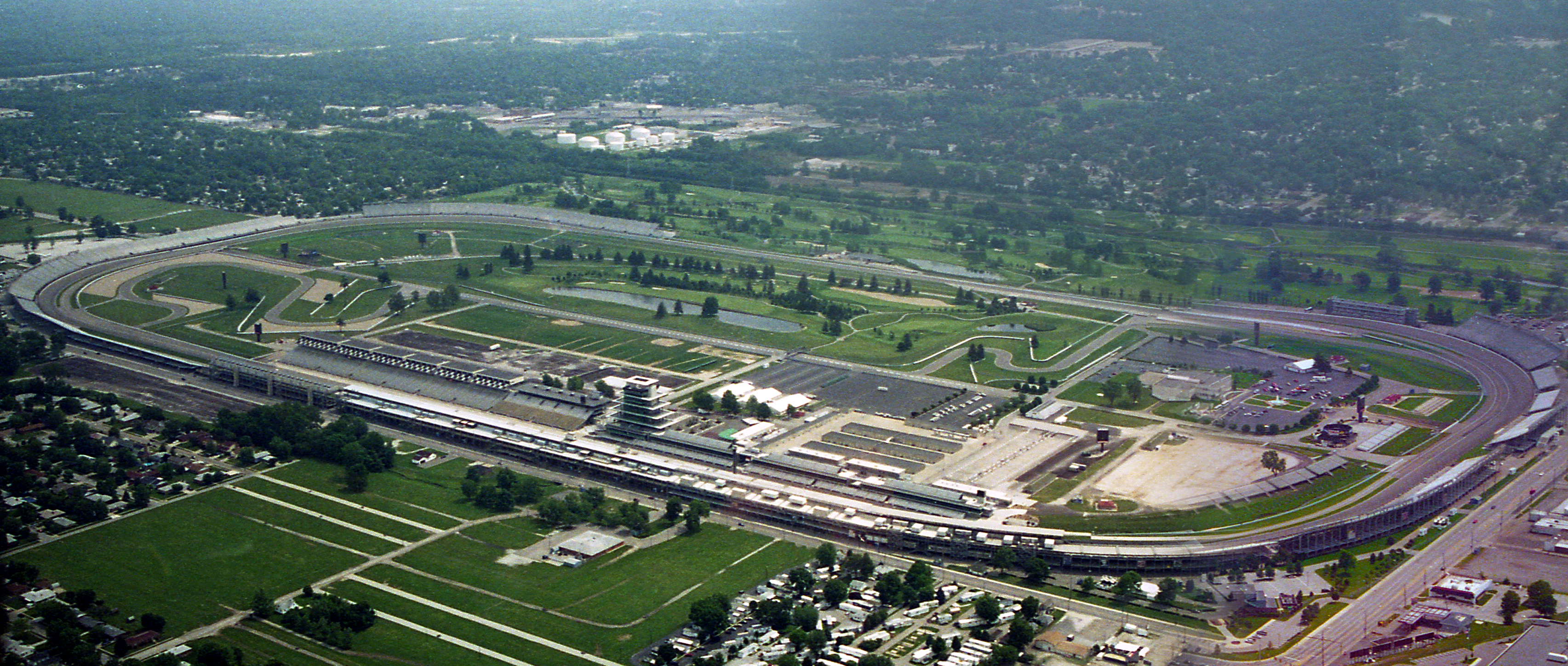
El traçat més emblemàtic de la sèrie, l'Indianapolis Motor Speedway, on es realitzen les famoses 500 milles de Indianápolis.

El principal esdeveniment del calendari són les 500 milles de Indianápolis, que es realitzen a '-l'Indianapolis Motor Speedway.. També va complir el paper d'esdeveniment principal de les sèries antecessores CART/IndyCar World Sèries (1979-1995), Campionat Nacional del USAC (1956-1978, 1980-1984 campionat interí d'USAC, inclòs dins de l'organització de CART/IndyCar World Sèries, solament es dedicava a lliurar el premi de les 500 milles), i el Campionat de la AAA (1905-1955)
Tots els circuits que visitaven la IndyCar Sèries eren ovals nord-americans fins a 2002, al 2003 es va afegir una carrera a Motegi, situada al Japó. A la temporada 2005 es van afegir per primera vegada circuits mixtos: la llista de carrers de Sant Petersburg i els autódromos de Sears Point (Sonoma) i Watkins Glen. Dos anys més tard es van sumar el circuit de carrer de Detroit i l'autòdrom de Mid-Ohio.
A causa de la fusió amb Champ Car, carreres com Edmonton i Long Beach es van unir al 2008 i Surfers Paradise va ser una carrera no puntuable. Per la seva banda. Detroit va perdre la seva carrera urbana al 2009 (encara que va tornar en 2012) i es va unir Toronto. La temporada 2010 va ser la primera en què els ovals van ser minoria. Aquest any es van sumar carreres a Sao Paulo, Brasil i a l'autòdrom de Barber al 2010, un nou circuit urbà a Baltimore i la tornada de l'oval de New Hampshire al 2011.

## Palmarès

### Estadístiques

#### Escuderies amb més campionats
1. Chip Ganassi: 8 (2003, 2008, 2009, 2010, 2011, 2013, 2015 y 2018)
2. Penske: 5 (2006, 2014, 2016, 2017, 2019)
3. Andretti: 4 (2004, 2005, 2007, 2012)
4. A. J. Foyt: 2 (1996, 1998)
5. Menard: 2 (1996-97, 1999)
6. Panther: 2 (2001, 2002)
7. Bradley: 1 (1996)
8. Hemelgarn: 1 (2000)

#### Xassís amb més campionats
1. Dallara: 20 (1998, 1999, 2000, 2001, 2002, 2004, 2005, 2006, 2007, 2008, 2009, 2010, 2011, 2012, 2013, 2014, 2015, 2016, 2017 y 2018)
2. Panoz G-Force: 2 ('96-'97 y 2003)
3. Lola: 1 (1996) *
4. Reynard: 1 (1996) *

(*) En finalitzar la temporada 1996, Scott Sharp i Buzz Calkins van empatar per punts. Com no existien criteris de desempat, tots dos van ser declarats campions. 

## Premis i distincions
Per al campió de la IndyCar Series, actualment des de 2011 es va implementar un antic trofeu de monoplaces americà, la llegendària Copa Astor, que ja havia estat utilitzada per a certes carreres del Campionat Nacional de la AAA en el passat, es plantejava utilitzar el trofeu de la Copa Vanderbilt que s'utilitzava originalment en els últims anys de la Champ Car World Sèries i per premiar als guanyadors de la USA 500, ja que en aquesta època aquest trofeu va sorgir com a resposta al llegendari trofeu de la Copa Vanderbilt de mitjans dels anys 20, 30 i 60, i que comparteix la mateixa història que la Copa Astor en l'historial del Campionat de Monoplaces dels Estats Units, i al costat de la Copa Astor, es concedeixen dos trofeus addicionals, el Trofeu d'Ovals i el Trofeus de Circuits, que fins a 2013 portaven el nom dels llegendaris A.J. Foyt i Mario Andretti, que per diverses situacions, aquests nom ja no són utilitzats, no obstant això, des de 2014 seguiran complint la mateixa funció, però en les seves respectives especialitats de circuits. Addicionalment, la marca de begudes Fuzzy's Ultra Premium Vodka premiarà amb el seu propi trofeu al pilot que aconsegueixi guanyar la Triple corona de l'automobilisme d'IndyCar al que aconsegueixi almenys guanyar dos de les tres competències puntuables o fins i tot tres competències en la temporada, en els ovals de Indianapolis Motor Speedway, Pocono Raceway i en l'Acte Club Speedway, totes elles carreres de 500 milles cadascuna.

### Trofeus A.J. Foyt i Mario Andretti
Des de 2010 es va crear un format addicional en el qual es premiarà al pilot que sumi més punts d'una banda en circuits ovals i per un altre en circuits mixtos. Porten el nom de Trofeu A.J. Foyt i Trofeu Mario Andretti respectivament, triats després d'una selecció d'un comitè i una votació del públic. No obstant això, des de 2013 ja no s'usen els noms d'aquests memorables pilots de la història del Campionat de Monoplazas dels Estats Units per a aquests trofeus.

## Cobertura Televisiva
Les Carreres de la IndyCar es transmeten en cadenes de Televisió Oberta com: ABC, NBC, CBS i Fox. Les Carreres de la IndyCar es transmeten també per Televisió per Cable incloent: ESPN, Fox Sports, Movistar+, CBS SN i NBC SN.